# Konståret 1912

## Händelser

### Okänt datum
- Omega Workshops grundas av medlemmar av Bloomsburygruppen.
- Carl Wilhelmson grundar Wilhelmsons målarskola i Stockholm.
- Jean Metzinger och Albert Gleizes publicerade den första större avhandlingen om Kubism, med titeln Du Cubisme.
- William Zorach gifter sig med Marguerite Thompson.
- Konstnärsgruppen De tolv bildas av en grupp moderna konstnärer från Skåne.
- Grafik Föreningen Xylon bildas.
- Galleri Gummeson etablerades i Stockholm

## Verk

### Bildkonst
- Nikolai Astrup – Jonsokbål
- Pierre Bonnard - St Tropez, Pier.

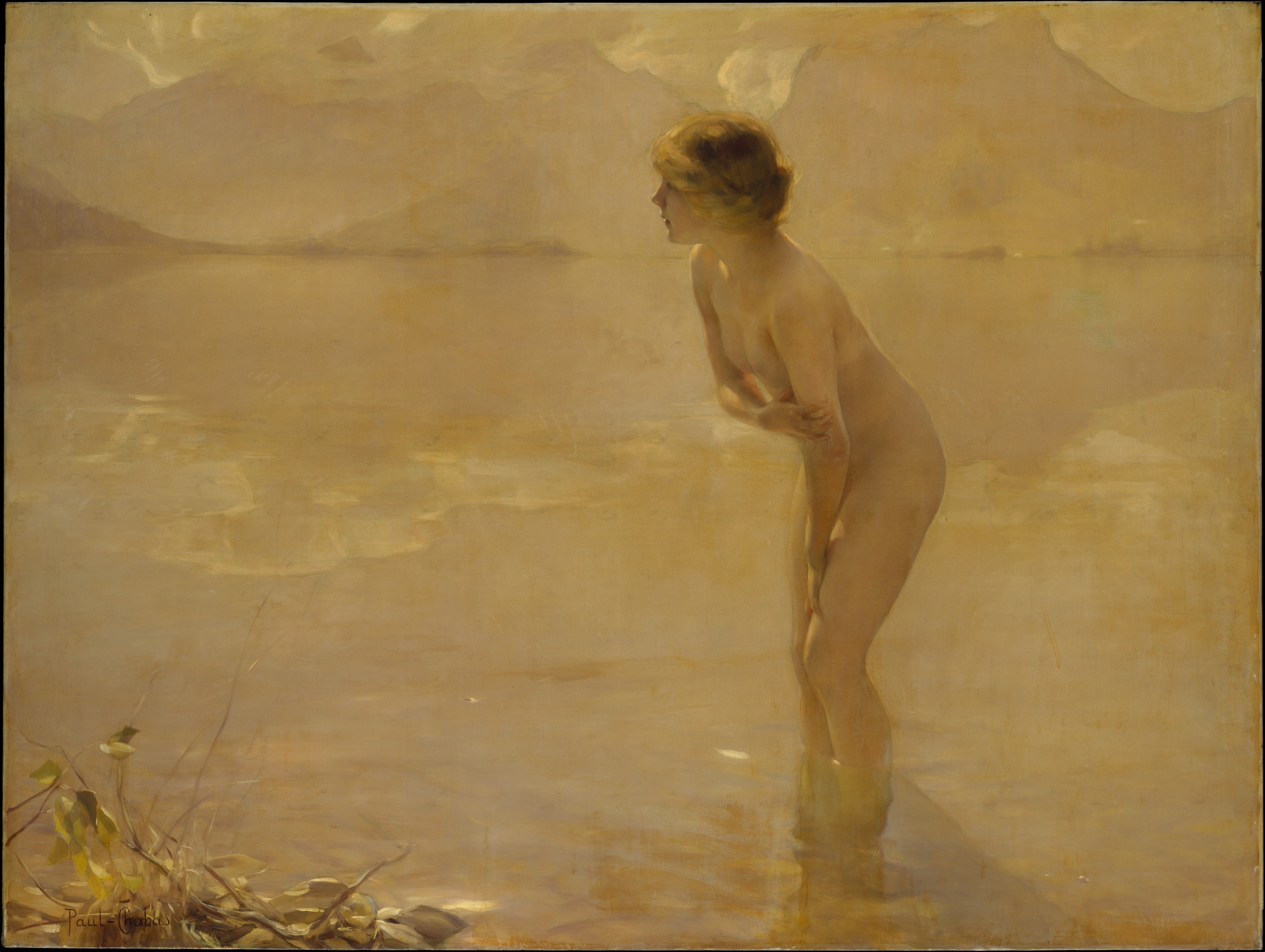
Paul Émile Chabass verk September Morn färdigställdes år 1912.

- Paul Émile Chabas - September Morn (Metropolitan Museum of Art).
- Marcel Duchamp - Nu descendant un escalier n° 2.
- Lydia Field Emmet - Självporträtt.
- Fernand Léger - La Fumée.
- Pablo Picasso - Violon, verre, pipe et encrier.

### Byggnadsverk
- Ferdinand Cheval avslutar arbetet med palais idéal, sitt idealpalats.

## Utställningar
- René Lalique och Maurice Marinot håller sina första glasutställningar.
- Septemgruppen genomför sina första utställningar

## Födda
- 7 januari - Charles Addams (död 1988), amerikansk serietecknare.
- 28 januari - Jackson Pollock (död 1956), amerikansk målare.
- 2 februari - Creig Flessel (död 2008),amerikansk serietecknare.
- 7 februari - Russell Drysdale (död 1981), australiensisk konstnär.
- 21 februari - Max Walter Svanberg, svensk målare, tecknare och grafiker, medlem i Imaginisterna.
- 24 februari - Folke Dahlberg (död 1966), svensk författare och bildkonstnär.
- 4 mars - Afro Basaldella (död 1976), italiensk målare.
- 12 mars - Sixten Sason (död 1967), svensk industridesigner.
- 22 mars - Agnes Martin (död 2004), kanadensisk-amerikansk målare.
- 28 mars - Elof Lindbäck (död 1981), svensk konstnär.
- 3 april - Gusty Olsson (död 1975), svensk målare och grafiker
- 12 april - Mats Erik Molander (död 1969), svensk arkitekt och tecknare.
- 14 april - Robert Doisneau (död 1994), fransk fotograf.
- 21 april - Endel Köks (död 1983) svensk grafiker, tecknare och målare
- 2 maj - Knut Irwe (död 2002), svensk konstnär.
- 8 maj - Matti Haupt (död 1999), finländsk skulptör och bildkonstnär.
- 4 juni - Robert Jacobsen (död 1993), dansk skulptör och målare.
- 10 juni - William Baziotes (död 1963), amerikansk abstrakt expressionist konstnär.
- 11 juni - William Baziotes (död 1963), amerikansk målare.
- 13 augusti - Harald Sandberg (död 1983), svensk målare, tecknare och grafiker.
- 30 augusti - Albert Eriksson (död 1994), svensk konstnär.
- 4 september - Syd Hoff (död 2004), amerikansk barnboksförfattare och serietecknare.
- 5 september
  - Kristina Söderbaum (död 2001), svensk-tysk filmskådespelerska, producent och fotograf.
  - Frank Thomas (död 2004), amerikansk animatör.
- 14 september - Hans Ripa (död 2001), svensk konstnär, målare och tecknare.
- 15 september - Erik Kinell (död 2013), svensk konstnär.
- 23 september - Tony Smith (död 1980), amerikansk skulptör, bildkonstnär och konstteoretiker.
- 31 oktober - Ollie Johnston (död 2008), amerikansk animatör.
- 6 november - Lennart Pilotti (död 1981), svensk konstnär och skådespelare.
- 7 november - Uno Lindberg (död 1992), svensk målare.
- 28 november - Morris Louis (död 1962), amerikansk målare.
- 27 december - Conroy Maddox (död 2005), engelsk målare, kollageist, skribent och föreläsare.
- okänt datum - John Deakin (död 1972), brittisk fotograf.
- okänt datum - Harry Holtzman (död 1987), amerikansk konstnär.
- okänt datum - Ida Kohlmeyer (död 1997), amerikansk målare och skulptör.
- okänt datum - Alexander Liberman (död 1999), rysk-amerikansk målare och skulptör.
- okänt datum - Albert Malet (död 1986), fransk målare.
- okänt datum - Georges von Swetlik (död 1991), rysk-finsk konstnär.

## Avlidna
- 29 mars - John Gerrard Keulemans (född 1842), nederländsk fågelillustratör.
- 2 maj - Homer Davenport (född 1867), amerikansk serietecknare.
- 14 maj - August Strindberg (född 1849), svensk författare, dramatiker och konstnär.
- 25 juni - Lawrence Alma-Tadema (född 1836), nederländsk målare.
- 1 november - John Emms (född 1844), engelsk målare.
- 23 december - Édouard Detaille (född 1848), fransk målare.